# Blombönsyrsor
Blombönsyrsor (Hymenopodidae) är en familj med insekter i ordningen bönsyrsor. Familjen förekommer i tropiska områden över hela världen, utom i Australien. 
Blombönsyrsorna har fått sitt namn då många arter har ett kamouflage som gör att de är väl dolda bland blommor. De är ofta kraftigt färgade och på delar av kroppen, särskilt på benen, finns flikiga utväxter som påminner om blad. På de främre vingarna har vissa arter en teckningen som påminner om de så kallad ögonfläckar som återfinns hos en del fjärilar. Syftet med denna kan vara att skrämma predatorer. Honorna är ibland kortvingade.
Blombönsyrsorna är som andra bönsyrsor predatorer. Deras byten utgörs främst av andra, mindre insekter och deras fångstteknik är ofta den för bönsyrsor typiska strategin att stillasittande i vegetationen invänta att ett lämpligt byte skall komma inom räckhåll.